# RK 62
Après la Seconde Guerre mondiale, la Finlande décide d'adopter une politique étrangère à la fois neutre et conciliante envers l'OTAN et le Pacte de Varsovie. Dans le domaine des fusils d'assaut, Helsinki choisit l'AK-47 soviétique dénommée 7,62 Rynnäkkökivääri 54 pour Fusil d'assaut 1954 calibre 7,62 mm) pour ses fantassins. De même, les parachutistes adoptèrent une variante du Fusil Type 56 chinois  appelé localement 7;62Rk 56 TP (le TP indiquant la présence d'une crosse repliable). Après avoir essayé des modèles étrangers et des prototypes nationaux (Rk 58 puis Rk 60), les militaires choisissent finalement le 7,62 RK 62

## Le RK 62 règlementaire

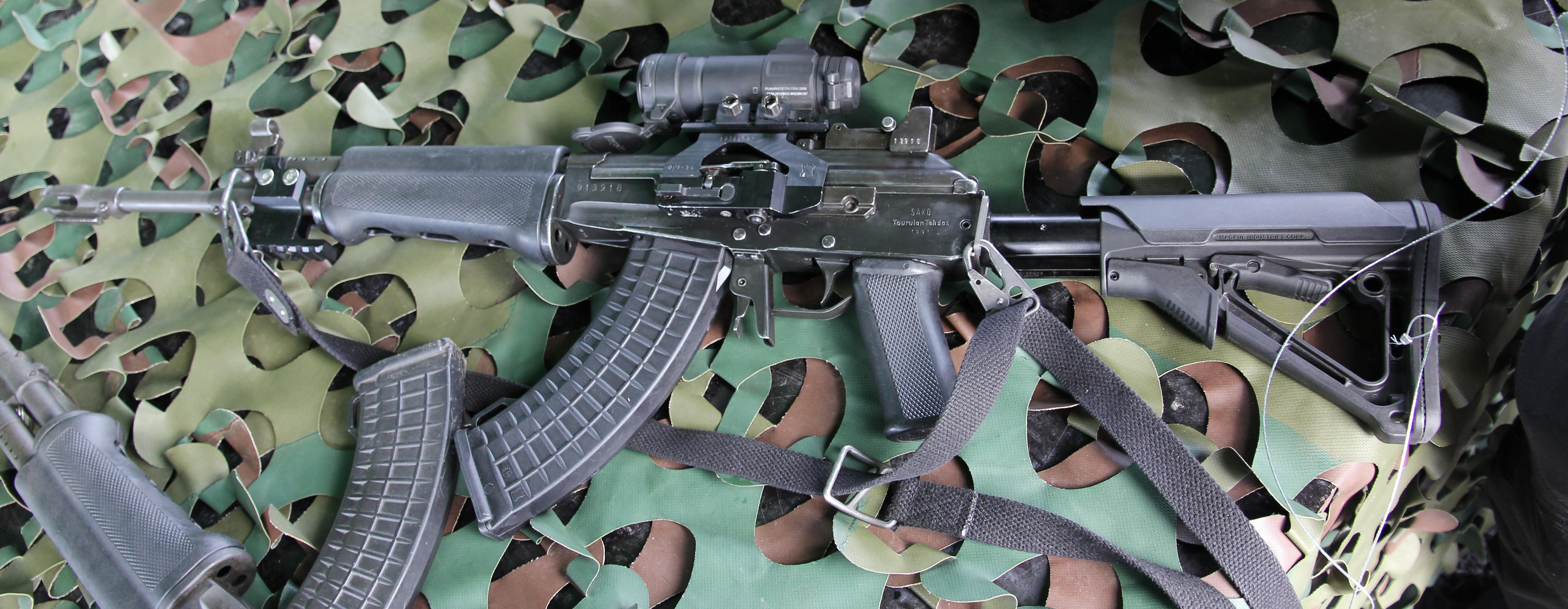
Fusil d'assaut finlandais RK 62M

Le  RK 62 est un RK60 qui a subi quelques modifications du garde-main et le rétablissement du pontet précédemment supprimé. L'arme est considérablement modifiée extérieurement, même si le mécanisme reste identique. La crosse est fixe, la poignée pistolet et le garde-main sont en plastique, ce dernier ne couvrant pas le cylindre de gaz. Une importante amélioration a été apportée au système de visée car la hausse est ramenée sur l'arrière du fût et le guidon, de type tunnel afin d'augmenter sa robustesse, placé sur l'extrémité du cylindre de gaz.

### Prototypes issus du RK62
Il existe deux versions expérimentales de ce fusil :
- le Rk 62 PT
- Le Rk 62 TP

### Dérivés étrangers
Les fusils d'assauts IMI Galil et Vektor R4 dérivent mécaniquement du modèle finlandais.

### Utilisation
Les RK 62 remplacèrent les pistolets mitrailleurs (Suomi KP 31 et KP 44) et les fusils K 39 dans les rangs de l'armée. Toutefois au début des années 1970, la Finlande acquiert des AKM est-allemandes (7,62 RK 72) car son industrie armurière a des capacités de livraison limitées.

## Fiche technique
- Munition: 7,62 mm M43
- Longueur: 91,4 mm
- Capacité du chargeur : 30 coups
- Masse à vide: 3,5 kg
- Masse chargé: 4,3 kg
- Portée efficace: 300 m
- Cadence de tir :

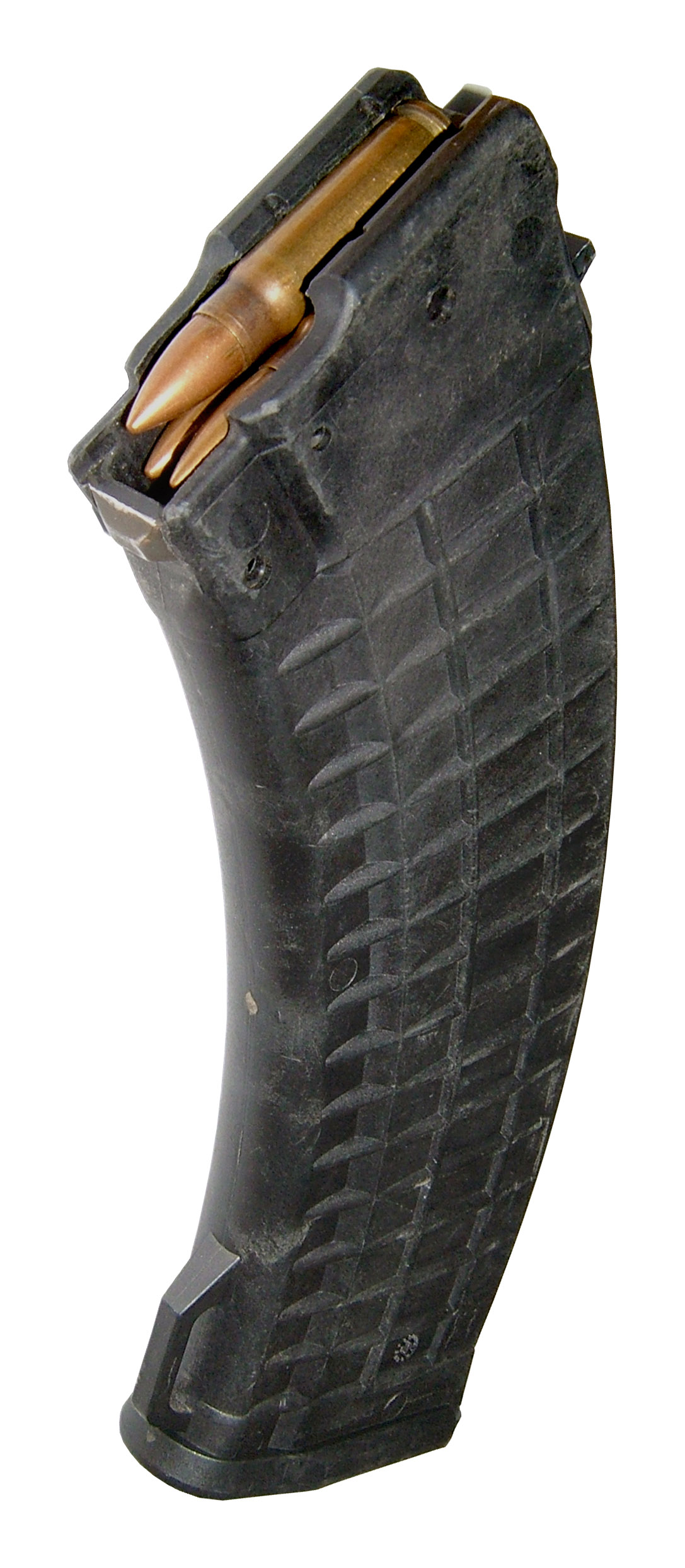
Chargeur pour le fusil d'assaut RK 62 (7,62 mm M43).

  - 20-30 coups en tir semi-automatique
  - tir automatique (théorie) :700 cps/min
  - tir automatique (pratique: 120-180 cps/min

## Les Valmet M76

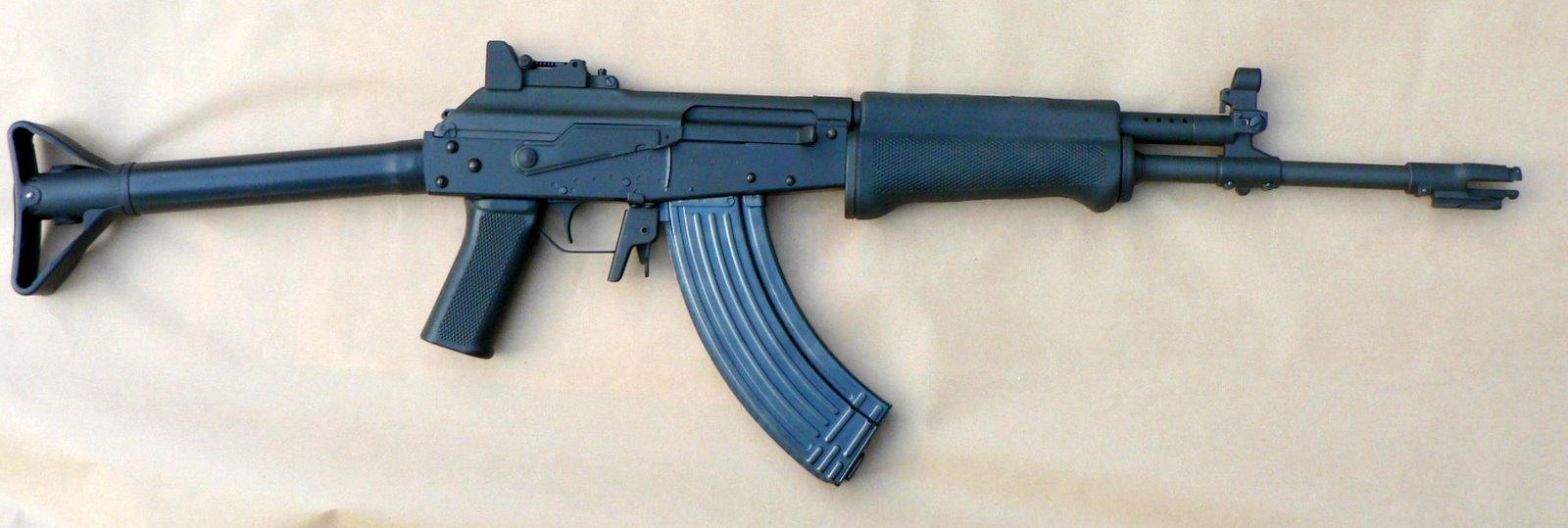
Valmet M76T

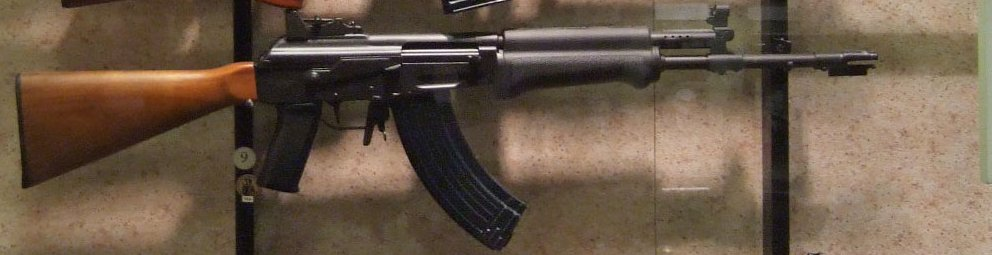
Valmet M83W tel que vendu sur le marché civil dans les années 1980.

Le RK62 est modernisé dans les années 1970 pour aboutir au Valmet Rk.76, dont la carcasse est maintenant fabriquée par estampage, réduisant considérablement sa masse, tandis que le garde-main est de nouveau modifié et enveloppe de nouveau le cylindre de gaz.

### Variantes
Pas moins de quatre modèles de crosse furent proposés : W pour une crosse en bois fixe, P pour une en plastique fixe, T pour une crosse tubulaire fixe et TP pour la tubulaire pliante. Les armes étaient chambrées produites en deux calibres 7,62x39mm  et 5,56x45mm entre 1976 et 1986. Ainsi en tout le Valmet M76 connut 8 versions militaires entre 1976 et 1986. Enfin une version civile du M75W ne pouvant tirer en rafale fut vendu en Occident  à partir de 1983 (VALMET M83 crosse bois calibre .223 Remington  ou 222 Remington en France).

### Utilisateur
La Finlande et le Maroc  utilisaient la version 7,62 mm, tandis que le Qatar et l'Indonésie optaient pour un modèle en 5,56 mm. Ainsi les Forces armées royales marocaines en firent usage contre les combattants du Front Polisario.

### Fiche technique M76
- Munition: 7,62mm M43, 5,56mm OTAN
- Longueur : 94,5 cm
- Longueur (version 76 TP avec crosse pliée): 68,7 cm
- Masse: 3,6 kg (3,75 pour le 76TP)
- Canon: 418 mm
- Capacité du chargeur: 15, 20 ou 30 coups en 5,56/15-30 en 7,62 mm
- Cadence de tir: 700 coups par minute.

## Le Sako RK 95TP

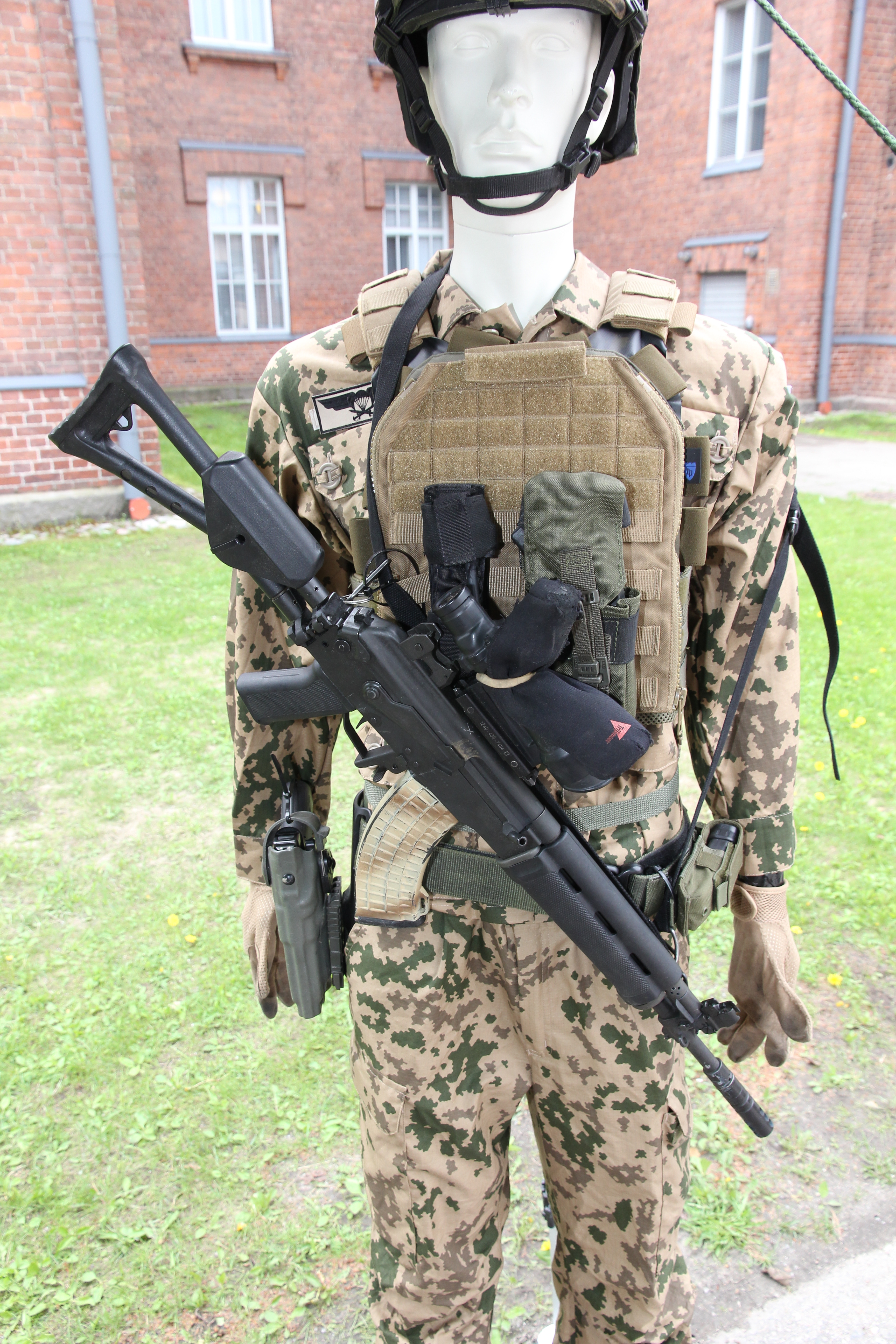
Soldats de la mannequin avec un RK 95TP.

Cette ultime version du M62 produite uniquement par Sako est en service dans les Forces Spéciales de l'Armée finlandaise.

### Fiche technique RK 95
- Munition: 7,62 mm M43
- Longueur: 93 cm
- Longueur crosse repliée: 67 cm
- Canon: 42 cm
- Portée efficace: 300 m
- Portée lance-grenade: 300 to 400 m
- Masse:
  - Fusil vide: 3,5 kg
  - Arme chargée: 4,3 kg

## Pour en savoir plus
- Puolustusvoimat: Kalustoesittely: 7.62 RK 62
- Modern Firearms - Assault Rifles - Valmet Rk. 62 / 76 / 95
- Buddy Hinton Collection / Valmet